# Cook-szigetek
A Cook-szigetek a Csendes-óceán déli részén, Amerikai Szamoa és Francia Polinézia között helyezkednek el, a szigetcsoport 13 lakott és 2 lakatlan szigetből áll.
Nevét a felfedezőjéről, James Cookról kapta, aki 1773-ban partra szállt. 1888-ban brit védnökség alá került, 1901-ben a britek annektálták, és átengedték Új-Zéland fennhatósága alá. 1965-ben belső önkormányzatot kapott. 1974 óta Új-Zéland szabadon társult állama, a kül- és hadügyeket Új-Zéland intézi, egyébként önálló kormányzata van.

## Földrajza
A Csendes-óceán déli részén, Amerikai Szamoa és Francia Polinézia között helyezkedik el a 13 lakott és 2 lakatlan szigetből álló, földrajzilag két részre elkülönülő, 2 millió négyzetkilométernyi tengerfelületen elterülő szigetcsoport. Az Északi-Cook-szigeteket lapos korallszigetek alkotják, míg a Déli-Cook-szigetek közt található Rarotonga vulkanikus eredetű. Legmagasabb pontja: Te Manga, 652 méter.
Rarotonga sziget földrajzi koordinátái: d. sz. 21,2335°, ny. h. 159,7800°21.233500°S 159.780000°W
|  |  |

## Történelme
A szigetekről először 1595-ben adtak hírt spanyol hajósok, de igazi felfedezése James Cook nevéhez fűződik, aki 1773-ban partra is szállt. A felfedezőről elnevezett szigetek 1888-ban brit védnökség alá kerültek. 1901-ben annektálták és átengedték Új-Zéland fennhatósága alá. A szigetcsoport 1965-ben belső önkormányzatot kapott. 1974 óta Új-Zéland szabadon társult állama, a kül- és hadügyeket Új-Zéland intézi, egyébként önálló kormányzata van.
Az új-zélandi parlament nem hozhat döntést a Cook-szigetekről, ez a Cook-szigetek parlamentjének kizárólagos kompetenciája. A teljes belső önkormányzatot kiegészíti a szinte teljes külső önkormányzat, bár Új-Zéland feladata a Cook-szigetek honvédelme és nemzetközi képviselete, azonban ezeket csak a Cook-szigeteki hatóságok beleegyezésével gyakorolhatja. Emellett a Cook-szigetek sok esetben saját magát képviseli nemzetközi kapcsolataiban, 66 országgal saját maga áll diplomáciai kapcsolatban. A fentiek miatt az ENSZ a Cook-szigeteket „nem-tagállamnak”, azaz független államnak tekinti.
1980. június 11-én az Amerikai Egyesült Államok és Új-Zéland szerződést kötött a Cook-szigetek és Amerikai-Szamoa közötti tengeri határról. Ugyanakkor az Egyesült Államok lemondott Penrhyn Island, Pukapuka (Danger), Manihiki és Rakahanga szigetekre támasztott igényéről.

## Demográfia
A Cook-szigeteken a hivatalos nyelv az angol, de a lakosság egymás közt a maori nyelvet beszéli.
A lakosság zöme polinéz, kisebb része európai vagy egyéb eredetű.

### Vallás
A fő vallás a kereszténység, melynek helyi képviselője a Cook-szigeteki Keresztény Egyház (Cook Islands Christian Church).
A lakosság 55%-a a helyi egyház tagja, 17%-a katolikus, 8%-a adventista, 2%-a Jehova Tanúja, 2%-a az apostoli egyház tagja.[mikor?]

### Népességváltozás
| Lakosok száma | 14 974 | 17 434 | 17 583 | 14 222 |
|               | 2011   | 2016   | 2020   | 2023   |

## Gazdaság
A többi csendes-óceáni országhoz hasonlóan, a Cook-szigetek gazdasági fejlődését is a külföldi piacoktól való nagy távolság, a hazai piacok korlátozott mértéke, a természeti erőforrások hiánya, a viharok pusztításai, és a hiányos infrastruktúra hátráltatja.
- Mezőgazdaság, bányászat, halászat: A lakosság kókuszdiót, citrusféléket, banánt, ananászt és kasszavát vagy más néven maniókát termeszt, valamint sertést, kecskét és baromfit tenyészt.
- Ipar: Az ipart néhány élelmiszer-feldolgozó és apró textilgyár képviseli.
- Kereskedelem: A kopra és a citrusfélék egy részét exportálják, míg közszükségleti cikkeket, kőolajtermékeket és élelmiszert importálnak.

2009-es cook-szigeteki érme II. Erzsébet portréjával. A Cook-szigetek Új-Zéland bankjegyeit használja, de saját forgalmi érmékkel, valamint ezüst, arany és platina befektetőérmékkel rendelkezik, valamennyi előoldalán a királynő képmásával.

## Közlekedés
A közúthálózat hossza 320 km. A szigeteken 2 kikötő és 9 repülőtér található.

## Telekommunikáció
| Hívójel prefix | E5 |
| ITU zóna       | 63 |
| CQ zóna        | 32 |